# Submarino británico clase B
La clase B era una clase de 11 submarinos, construido por Vickers en Barrow-in-Furness para la Marina Real Británica , puestos en marcha en 1904 a 1906. Un barco fue hundido por una colisión en 1912, pero el resto sirvió en la Primera Guerra Mundial. Tres barcos protegidos en la transferencia de la fuerza expedicionaria británica a Francia en 1914, pero pronto fueron relegados a funciones de defensa y de formación locales. Seis submarinos estaban en el Mediterráneo, cuando comenzó la guerra y fueron enviados rápidamente a los Dardanelos para evitar una ruptura por el crucero de batalla alemán SMS Goeben  y el crucero ligero SMS Breslau en el Mediterráneo oriental. El B11 se aventuró en los Dardanelos en diciembre de 1914 y hundió el acorazado antiguo Turkish ironclad Mesudiye.
La llegada de más submarinos modernos para bloquear los Dardanelos hizo que los barcos de clase B redundaran y que en su mayoría se retiraron a Malta en 1915. Ellos fueron trasladados a Venecia después de que Italia entró a la guerra, donde B10 se convirtió en el primer submarino en ser hundido por un ataque aéreo en 1916. Los submarinos de la clase B se transfirieron de nuevo a Malta a finales de 1916 ya que ya no se consideraban adecuados para el combate. A mediados de 1917 se convirtieron en patrullas de la superficie y fueron enviados a patrullar la presa de Otranto. Demostraron ser poco fiables y pronto fueron enviados de vuelta a Malta, donde finalmente fueron sacados de circulación. Sólo el B3 todavía estaba en comisión cuando terminó la guerra y solamente porque estaba siendo utilizado para trabajo experimental y sirviendo como blanco para el entrenamiento de las fuerzas antisubmarinos. Todos los barcos supervivientes fueron vendidos como chatarra de 1919 a 1921.

## Diseño y descripción
Los barcos de la clase B fueron similares en diseño a la precedente clase A y destinadas a trabajos en la vigilancia costera. Los barcos tenían un motor de gasolina para la propulsión superficial y baterías para la propulsión bajo el agua. El diseño fue pensado para superar las limitaciones de velocidad, la resistencia y el comportamiento en el mar que habían afectado a los barcos de la clase A, y los barcos eran sustancialmente más grandes que la clase anterior. Los submarinos de la clase B fueron 2.5 m de largo en conjunto. 
Tenían una manga de 3,8 m y un calado de 3,4 m. Ellos desplazaban 292 t en la superficie y 321 t sumergidos. Los barcos eran 12,2 m más largos, un poco más anchos, y desplazaban más de 120 t, incluso más que los barcos antiguos. Su tamaño adicional, aumentaba su flotabilidad y los hizo mucho menos susceptibles a sumergirse bajo la superficie de forma inesperada bajo mal clima. La adición de una carcasa de cubierta por encima del casco también mejoró su capacidad de comportamiento en el mar.
En un inicio la popa era la única equipada con planos de navegación, pero posteriormente le fueron montados en la torre unos adicionales de mando durante la construcción del B1, B2, y B3 ; el B4 no estaba equipado con ellos y no se sabe si los barcos restantes los recibieron durante la construcción. Estos mejoraron en gran medida el tiempo de mantenimiento en la profundidad, en la superficie y las habilidades de navegación en comparación con los barcos de clase A . Estos se intercambiaron más tarde por planos de navegación en la proa; el último barco para recibirlos fue el B6, que no las obtuvo hasta enero de 1916. Los submarinos de la clase B carecían de los mamparos interiores que exponían a la tripulación a los gases de escape del motor de gasolina. De hecho se utilizaron ratones para detectar cualquier concentración de monóxido de carbono dentro del casco. Se proporcionó la ventilación para las baterías, pero ninguno en el salón de la tripulación. No se proporcionaron comodidades para la tripulación y se vieron obligados a improvisar en el mar.  En reconocimiento a este problema, el tiempo máximo de estancia de la tripulación era solamente de cuatro días durante el verano y tres días durante el invierno.
Los cascos de los submarinos se ensayaron a una profundidad nominal de 30,5 m llenando el casco con agua y sometiéndola a una presión de (241 Pa; 2 kgf /cm2 ), pero la profundidad operativa máxima se consideró que eran 15,2 m. No obstante varios barcos se lanzaron con seguridad a 29,0 m durante la Primera Guerra Mundial tomó cerca de tres minutos navegar en el barco debido a la forma de la embarcación, por lo que era propenso a perder el control si el agua se bombeaba a los tanques de lastre demasiado rápido. Oficialmente, se consideró de 10 horas la resistencia al sumergirse, pero varios barcos se sumergieron durante 16 horas durante la guerra.

### Propulsión
Los submarinos de la clase B tenía un único motor de petróleo de 16 cilindros que tenía una salida diseñada para 450 kW y condujo una sola hélice. Este motor fue desarrollado por Vickers con base en el motor de Wolseley 340 kW utilizado en la clase A. El submarino sumergido utiliza un motor eléctrico alimentado por 159 celdas de la batería a una tensión de trabajo de sólo 100 voltios. Esto duró originalmente sólo tres horas y 45 minutos a toda velocidad, pero esta vez aumentó continuamente durante la carrera de los barcos que fueron equipados baterías más potentes.
En la superficie del motor de gasolina dio una velocidad máxima de 22 km/h, mientras que la velocidad máxima al sumergirse fue de 12,0 km/h. Esta fue aproximadamente la misma velocidad a la superficie que los submarinos más antiguos, pero los barcos de clase B eran aproximadamente 1,9 km/h más lentos bajo el agua. Estos transportaban un máximo de 15,7 t de petróleo que proporcionaba un rango de 1.370 km a una velocidad de 16,1 km/h.

### Armamento
Los barcos de la clase B estaban armados con un par de torpedo tubo de 457 mm de lado a lado en la proa y en ángulo ligeramente hacia abajo. Había espacio para un par de recargas, pero la adición de equipo extra largo con los años significaba que sólo podían ser cargadas si se descartaba un peso equivalente en combustible. Cerca del comienzo de la Primera Guerra Mundial, los barcos podían llevar el torpedo Mark VIII de 18 -pulgadas que tenía dos ajustes de velocidad y alcance. A 65 km / h, el torpedo tenía un rango de 2.300 m, pero un rango de 3.700 metros a los 54 km / h. Tenía una cabeza de combate que consistía en 150 kg de TNT.

## Historia
Cada submarino fue construido por Vickers en su astillero en Barrow-in - Furness. El B1 se ordenó originalmente como A14 en el Programa Naval 1903-04, pero fue cancelado y reordenado como el primer barco de la nueva clase. Los 10 barcos restantes fueron ordenados como parte del Programa de 1904-1905.
| Barco | Puesto en Marcha        | Completado             | Destino                                                                              |
| ----- | ----------------------- | ---------------------- | ------------------------------------------------------------------------------------ |
| B1    | 25 de octubre de 1904   | 16 de abril de 1905    | Vendido como chatarra 25 de agosto de 1921                                           |
| B2    | 19 de agosto de 1905    | 9 de diciembre de 1906 | Hundido después de una colisión con el SS Amerika el 10 de abril de 1911             |
| B3    | 31 de octubre de 1905   | 19 de enero de 1906    | Vendido como chatarra 20 de diciembre de 1919                                        |
| B4    | 14 de noviembre de 1905 | 28 de enero de 1906    | Vendido como chatarra 1 de abril de 1919                                             |
| B5    | 14 de noviembre de 1905 | 25 de febrero de 1906  | Vendido como chatarra 25 de agosto de 1921                                           |
| B6    | 30 de noviembre de 1905 | 3 de marzo de 1906     | Vendido como chatarra en 1919                                                        |
| B7    | 30 de noviembre de 1905 | 27 de marzo de 1906    | Vendido como chatarra el 31 de octubre de 1919                                       |
| B8    | 23 de enero de 1906     | 10 de abril de 1906    | Vendido como chatarra en 1919                                                        |
| B9    | 26 de enero de 1906     | 28 de abril de 1906    | Vendido como chatarra en 1919                                                        |
| B10   | 28 de marzo de 1906     | 31 de mayo de 1906     | Hundido el 9 de agosto de 1916 por una aeronave; posteriormente rescatada y vendida. |
| B11   | 24 de febredo de 1906   | 11 de julio de 1906    | Vendido como chatarra en 1919                                                        |

A mediados de 1912 la mayoría de los submarinos de la clase B se transfirieron al Mediterráneo. El B6, B7, B8 y fueron enviados a Gibraltar mientras B9, B10 y B11 se embarcaron para Malta. El B1, B2, B3, B4, y B5 permanecieron en el Reino Unido, los cuatro últimos fueron asignados a la 3.ª Flotilla de Submarinos. Durante los ejercicios en octubre de 1912 del Dover con los botes de las flotillas torpedo B2 6 y 7 fue embestido por el buque de pasajeros alemán de las SS Amerika el 4 de octubre de 1912. Cortándolo casi a la mitad, se hundió de inmediato y sólo un hombre fue rescatado por el submarino C16.

### Primera Guerra Mundial

#### En sus propias aguas
Por el comienzo de la Primera Guerra Mundial, el B3, B4 y B5 estaban en Dover y fueron desplegados en una línea entre Calais y los Goodwin Sands para proteger el paso de la fuerza expedicionaria británica a Francia. Cada submarino navegaría desde Dover antes del amanecer para ser asegurado en la boya marcando su tocho en la madrugada, con la idea de que serían capaces de deslizarse de la boya cuando vieran a un barco enemigo y maniobrar para atacar. Se demostró que esta no era una buena táctica cuando el B3 evitó un torpedo de un submarino alemán en la mañana del 2 de octubre. No obstante, el régimen fue un éxito y el BEF cruzó a Francia sin pérdida.
El B1 se mantuvo en Portsmouth para tareas de defensa locales y de capacitación durante 1916 antes de ser sacado de funcionamiento. El B3 y B4 fueron transferidos a Ardrossan a finales de 1915 para socorrer a dos barcos aún más obsoletos de clase A en funciones de defensa locales en el Firth of Clyde. EL B3 fue trasladado a Leith a mediados de 1916 donde se le estaba equipado con un sistema experimental de hidrófono direccional montado en el casco y posteriormente enviado a Rosyth en 1916, donde fue utilizado ya sea como un objetivo para entrenar a las fuerzas antisubmarinos o para trabajo experimental durante el resto de la guerra. El B4 fue sacado de funcionamiento antes de finales de 1916.El B5 se trasladó a Portsmouth durante 1915, donde también fue sacado de funcionamiento antes de finales de 1916.

#### Aguas mediterráneas

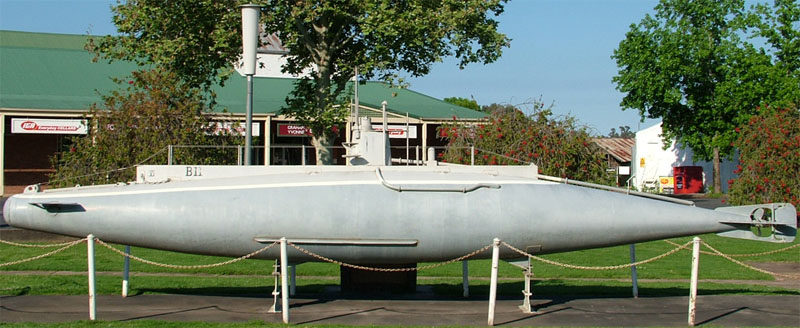
Un modelo a escala del B11 en Holbrook, New South Wales, Australia

Los tres barcos con sede en Malta fueron enviados a los Dardanelos a mediados de septiembre de 1914 a prevenir una salida por el crucero de batalla alemán SMS Goeben  y el crucero ligero SMS Breslau en el Mediterráneo oriental. La entrada de los Dardanelos fue vigilado de sol a sol por estos barcos, así como los cuatro submarinos franceses que llegaron más tarde. Ni los británicos ni los submarinos franceses tenían suficiente energía en la batería o la velocidad bajo el agua para combatir las corrientes que fluyen al sur, en los Dardanelos para llegar al Mar de Mármara, pero el B11 fue seleccionado para una salida que intentara penetrar hasta la localidad de Chanak, a medio camino de los Dardanelos, porque tenía las baterías más nuevas, y por lo tanto más poderosas. Guardias especiales fueron instalados en los planos de inmersión hacia adelante para asegurarse de que ninguno de los cables de amarre de las minas se enredara y arrastrara hasta el barco.
El 13 de diciembre de 1914, el B11, comandado por el teniente Norman Douglas Holbrook, entró en los Dardanelos durante las primeras horas de la mañana. Poco después de la salida a una de las guardias se rompió y comenzó a golpear contra el casco, haciendo mucho ruido y vibraciones. El teniente Holbrook llevó el barco a la superficie en un intento por reducir el resguardo suelto, a pesar de que el barco estaba a la vista de los cañones turcos que defendían la entrada. Tuvieron éxito antes del amanecer reveló su presencia a los turcos y procedió a subir los Dardanelos a una profundidad de 24,4 m para evitar los minefields tucas. Dos horas y media más tarde el B11 llegó a profundidad de periscopio y Holbrook vio el viejo acorazado Mesudiye. Se disparó un torpedo que dio contra la nave, que se colocó por la popa y luego se volcó. Antes de hundirse, le Mesudiye le apuntó al B11 y disparó en su periscopio, lo que reveló su posición para las baterías de la costa. El intento de salir de la zona, por el B11 que se detuvo a sí mismo brevemente en tierra, rompiendo la superficie, pero fue capaz de llegar fuera por sí mismo. El compás del B11 se empañó e impidió que el submarino navegara en la profundidad; Holbrook lugar tenía que conectar el barco a la profundidad del periscopio, lo que significaba que tenía que ir a través de los campos de minas, no por debajo de ellos. Sin embargo, el barco regresó a salvo de nuevo; Holbrook fue galardonado con la Victoria Cross, y su primer teniente recibió, la orden del servicio distinguido y cada hombre enlistado la Medalla de Servicio Distinguido.
El B6 y B8 llegaron desde Gibraltar a mediados de febrero de 1915 así como el B7 un mes más tarde. Otros submarinos más modernos siguieron, y se hicieron varios intentos para llegar al Mar de Mármara. El submarino británico E15 encalló en abril durante uno de estos intentos y tuvo que ser abandonado. El B6 fue enviado a ser destruida con torpedos para evitar que los turcos la rescataran. Uno de los torpedos golpeó una barcaza al lado y el otro torpedo se perdió. Después de quedarse sin combustible, derivó hacia abajo de los Dardanelos y fue recuperado por el destructor Scorpion. El B11 lo intentó de nuevo al día siguiente, pero fue frustrado por la niebla.
Los barcos de la clase B fueron considerados como excedentes, una vez más submarinos capaces que llegaron a principios de 1915 y la mayoría regresaron a Malta. El B11 y B6 , sin embargo, fueron enviados a Alejandría donde se convirtieron en patrullas a lo largo de la costa de Libia para impedir la entrega de armas a las tribus rebeldes. Durante un incidente el 16 de agosto de 1915 un grupo de árabes y oficiales con uniformes europeos fueron vistos mostrando una bandera de parlamento. Los dos submarinos anclados y el teniente Holbrook se transportaron a tierra para hablar con ellos. Ellos abrieron fuego, matando a un hombre e hiriendo a tres, incluyendo Holbrook. Los submarinos fueron rápidamente retirados de esta tarea, ya que eran totalmente inadecuados para esta tarea, que carece de cualquiera de los pisos de armamento en absoluto.

#### Aguas adriáticas
En septiembre de 1915, después de la declaración italiana de guerra a las potencias centrales, la transferencia de los barcos de la clase B del Adriático fue sugerido por el Ministerio de marina. Originalmente eran establecidos en Brindisi, pero esto se cambió a Venecia, ya que había 14 submarinos británicos y franceses basados  en Brindisi. EL B7, B7, B9 fueron los primeros en llegar, pero el B4 chocó en el camino con el remolcador italiano que los escoltaba y requirieron soporte inmediato a su llegada. El B9 hizo la primera patrulla el 18 de octubre y un total de 81 patrullas fueron hechas por los submarinos de la clase B antes de que cesaran en octubre de 1916. Nada de mención especial fue realizado directamente por los submarinos pero se cumplió el objetivo final de evitar que el imperio austro húngaro atacara la costa italiana.
El B11, ahora al mando del teniente Gravener, encontró un hidroavión austrohúngaro el 11 de noviembre, el cual había sido forzado a descender por problemas en el motor. El B11 intento de participar el hidroavión con el arma de Maxim que tenía a bordo, pero se había atascado casi de inmediato y Gravener trató de embestir la aeronave. Los austriacos lograron reiniciar su motor, sin embargo, voló, evitando fácilmente el intento de ataque de munición de Gravener. El 17 de enero el B11 se encontró con otro hidroavión con problemas en el motor. Esta vez los austriacos fueron incapaces de reparar su motor y fueron capturados. El B9 fue descubierto por un hidroavión de Austria el 29 de marzo y finalmente obligado a navegar después de que ambas partes no lograran dañarse unos a otros con las municiones de sus ametralladoras. El B7 se salvó de la base naval de Austria en Pola tres meses más tarde, cuando fue dañado por otro hidroavión que apretó los planos de inmersión en la posición "dura de aumentando", que significaba que no podía sumergirse hasta que fueran reparadas. Tanto B8 y B11 fueron alcanzados por torpedos disparados por los submarinos de Austria a principios de 1916. En una patrulla fueron despojados los dientes de engranaje del mecanismo de dirección del B11 que hicieron que el timón y el barco se volvieran inmanejables. Los refuerzos fueron mandados, a pesar de los mares pesados, pero se separaron bajo la tensión después de 15 minutos. Poco a poco el barco comenzó a desviarse hacia la costa enemiga, pero una brisa noroeste surgió antes del amanecer y los mares moderados que le permitieron ir a 5,6 km/h marcha atrás. En ese momento estaba vencido y los italianos comenzaron a buscarlo. Fue remolcado de vuelta a Venecia por un destructor italiano que la encontró aproximadamente a media mañana.
El B10 se convirtió en el primer submarino hundido por un ataque aéreo el 9 de agosto de 1916 después de un tiro errado durante un ataque aéreo de Austria. La bomba hizo un agujero de 1,8 m de diámetro en su casco de presión. El B10 volvió a flotar, pero un incendio lo destruyó mientras estaba en reparación y lo vendieron como chatarra.
Los barcos de la clase B habían alcanzado los límites de su utilidad y los supervivientes fueron retirados a Malta el 30 de octubre en el que fueron pagados en espera de una decisión sobre su destino. En agosto de 1917, en Malta los barcos se convirtieron en barcos de patrulla con un puente de mando levantado, les dieron un arma de 76 mm de 12 libras y los renombraron S6, S9, y S11. Los pacientes fueron asignados para patrullar la presa de Otranto, pero su edad y tamaño pequeño trabajaron en contra de ellos y pronto fueron sacados de servicio en Malta donde fueron vendidos después de la guerra.